# Дом Мачиза
Дом Мачиза — историческое здание конца XIX века в Минске, памятник архитектуры (номер 711Е000001). Расположен по адресу: Комсомольская улица, дом 15.

## История
В XIX веке на участке располагалась деревянная застройка, уничтоженная минским пожаром 1881 года. После этого участок выкупил мещанин Гирш Ицкович Мачиз, построивший на участке новый двухэтажный каменный дом с мансардой. По состоянию на 1910 год дом принадлежал Хае Мачиз, на первом этаже находились колбасная лавка и магазин шляп, на втором — швейная мастерская, остальное пространство было отдано под жилые квартиры. После национализации в 1920 году на первом этаже остались торговые предприятия, второй этаж был отдан под коммунальные квартиры. Во время Великой Отечественной войны дом не пострадал. В конце XX века в доме разместились ювелирный магазин и магазин швейцарских часов, фасад был оформлен имитацией фахверка. После реставрации 2008 года дому было возвращено первоначальное оформление. В процессе работ были выявлены и законсервированы росписи стен одного из помещений на втором этаже.

## Архитектура
Здание построено в стиле эклектики с элементами классицизма и ампира. Дом прямоугольный, почти квадратный, в плане. Этажи разделены карнизным поясом по фасаду. Окна второго этажа декорированы прямыми сандриками. Двускатная крыша образует треугольный фронтон со стороны торцевой стены. На второй этаж и в мансарду по торцевой стене ведёт внешняя лестница.